# Vabalninkas
Vabalninkas ( escoltar (?·pàg.)), és una ciutat del districte municipal de Biržai, Lituània, està situada a 26 km. al sud de Biržai.

## Residents notables

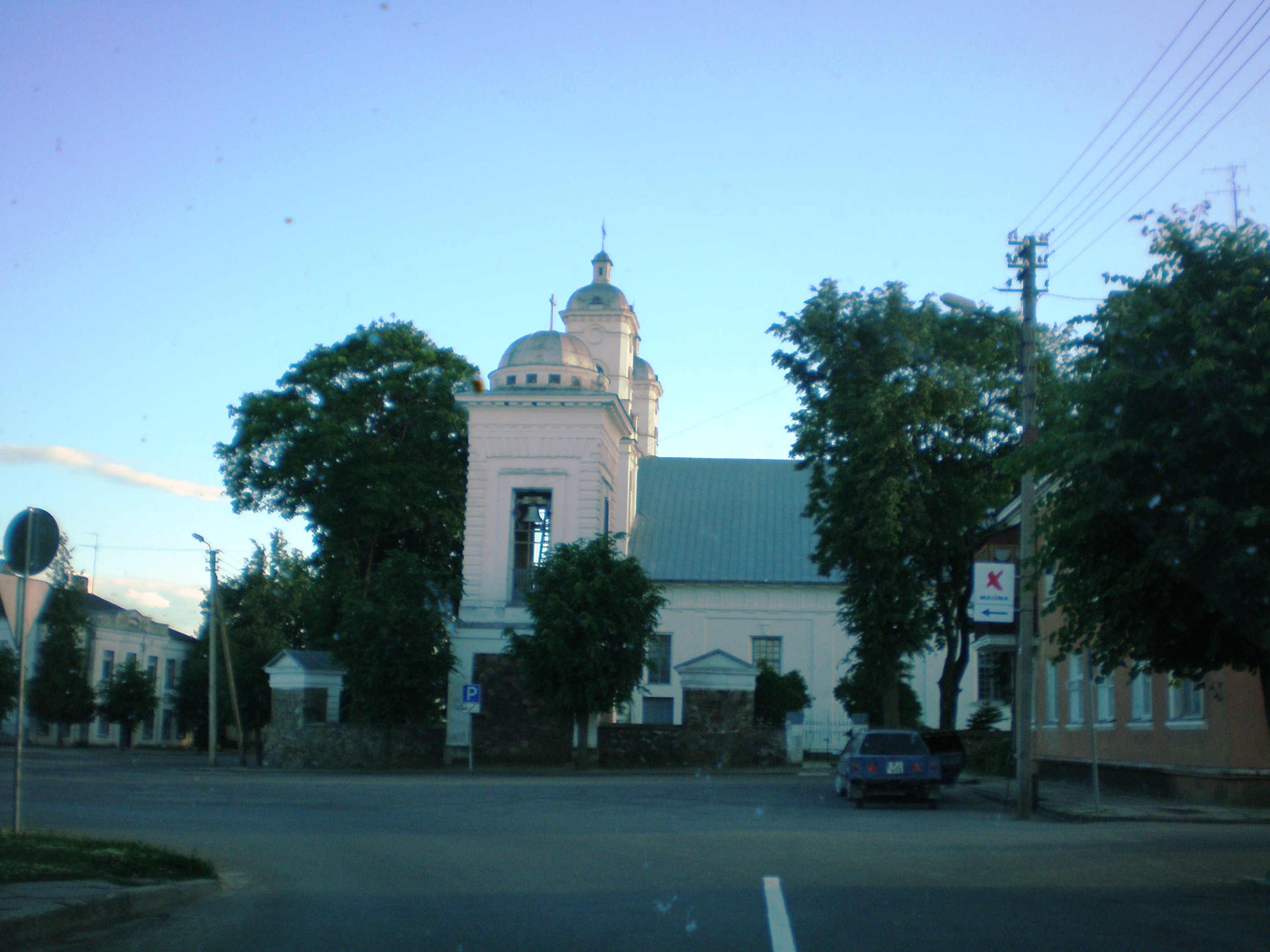
Església de Vabalninkas

El rabí Elazar Shach, nascut i criat a Vabalninkas.